# 朱宸濠
朱宸濠（1476年7月1日—1521年1月13日），號畏天，朱元璋第十七子寧王朱權玄孫，繼為寧王。發動宸濠之亂，被贛南巡撫王守仁所俘，而後處死。

## 簡介
寧康王朱覲鈞庶長子，其母馮針兒，為耆民馮忠之女。出生之時，其父寧康王夢見一條大蛇將寧王府吞沒，次日，又聽聞鴟鴞鳴叫，以為不祥，遂厭惡朱宸濠。弘治七年（1494年）十月封為上高王，十二年（1499年）襲封寧王爵於南昌。
朱宸濠的祖先寧王朱權在靖難之變時遭到燕王朱棣挾持，所轄的部隊都被朱棣奪走，朱棣原本答應朱權要平分天下，但即位後爽約，又把朱權改封南昌，加以監視。朱宸濠為此深為不平。
朱宸濠志大才疏，蓄有異志，婁王妃多次泣諫勸阻，不聽。正德九年（1514年）禮遇唐寅和文徵明不得。正德十二年（1517年）三月開始私造佛郎機銃。正德十四年（1519年）六月十四日，朱宸濠在南昌起兵，稱太后懿旨監國，殺地方官孫燧等，攻陷九江、南康，六萬軍隊自九江沿江而下，攻打安慶、窺伺南京，稱帝改年號順德，即宸濠之亂，僅僅三十五日，被贛南巡撫、右僉都御史王守仁，會同吉安知府伍文定等迅速平定。
七月二十六日，朱宸濠被王守仁俘虜。八月一日，王守仁得到林俊所贈錫製模型銃。明武宗身邊的嬖倖獻計，想讓王守仁將俘虜朱宸濠假意放回鄱陽湖中，做樣子讓明武宗生擒展示皇帝威信，於是王守仁將朱宸濠交付太監張永，然後稱病。
次年十二月初五，明武宗班師回通州，處死朱宸濠，焚尸揚灰，寧國除。宜春国、瑞昌国因为同反，也被除国。因为朱宸濠事件，朝廷取消了对宁献王朱权、宁靖王朱奠培、宁康王朱觐钧的祭祀，明世宗登基后，规定奏章中不再需要再避讳朱权的名字。
嘉靖年間，雖然有寧國宗室朱拱樻、朱拱欏受命暫兼理寧府宗理，不過在原寧國封地給其他寧王系宗室分治之後，寧府宗理也被撤銷。

## 艺术形象

### 电影和电视剧
- 1979年香港丽的电视武侠剧《天龙诀》，鍾景輝飾演朱宸濠。
- 1983年香港亚洲电视連續剧《唐伯虎三戲秋香》，王偉飾演朱宸濠。
- 1993年香港电影《唐伯虎點秋香》和2010年電影《龍鳳店》，林威饰演朱宸濠。
- 2000年中国大陆电视剧《机灵小不懂》，沈曉海饰演朱宸濠。
- 2000年中国大陆、台湾合拍半喜剧电视剧《绝色双娇》，秦焰饰演朱宸濠。
- 2000年香港无线电视翡翠台古装电视剧《金装四大才子》，高雄饰演朱宸濠。
- 2003年中国大陆电视剧《風流少年唐伯虎》，周建鵬饰演朱宸濠。
- 2005年中国大陆古装历史颠覆剧《正德演义》，蒋恺饰演朱佑榉（以朱宸濠为原型）。
- 2005年中国大陆电视剧《天下第一》，劉松仁飾演朱宸濠。
- 2005年中国大陆电视剧《大明帝國之夜來風雨》，陸劍民飾演朱宸濠。
- 2005年中国大陆电视剧《剑出江南》，巍子飾演朱宸濠。
- 2005年中国大陆电视剧《正德演義》，蔣愷飾演朱宸濠。
- 2010年香港古装电视剧《秋香怒点唐伯虎》，曾偉權饰演朱宸濠。
- 2011年香港电影《3D肉蒲團之極樂寶鑑》，何華超饰演朱宸濠。
- 2011年中国大陆电视剧《王陽明》，劉紅雨饰演朱宸濠。
- 2014年中国大陆电视剧《江南四大才子》，徐錦江饰演朱宸濠。

## 家庭
- 王妃：娄氏，南京兵部郎中婁性長女，宁王之乱失败后携诸子投水自尽而亡。
- 侧妃：方氏、徐氏
- 妾：紫妃、素妃、翠妃、趣妃[8]
- 子：四人，除世子外均不请求朝廷正式命名，因为有异志，要取天下后自行赐名，立嗣立国。叛乱失败后，诸子随嫡母娄妃自溺，仅三子得漂木幸免于难，被渔家救起，而后流落民间，自取名为“朱学”；嘉靖十五年（1536年），朱学于南直隶霍丘县自首，被发配至高墙圈禁[9]。